# Alpiner Skieuropacup 1996/97
Die Saison 1996/97 des Alpinen Skieuropacups begann am 5. Dezember 1996 in Valloire (FRA) und endete am 7. März 1997 in Les Arcs (FRA). Bei den Männern wurden 34 Rennen ausgetragen (9 Abfahrten, 6 Super-G, 9 Riesenslaloms, 10 Slaloms). Bei den Frauen waren es 33 Rennen (8 Abfahrten, 7 Super-G, 9 Riesenslaloms, 9 Slaloms).

## Europacupwertungen

### Gesamtwertung
| Rang | Name               | Land       | Punkte |
| ---- | ------------------ | ---------- | ------ |
| 1    | Stephan Eberharter | Österreich | 1309   |
| 2    | Christian Greber   | Österreich | 0770   |
| 3    | Heinz Schilchegger | Österreich | 0599   |
| 4    | Joël Chenal        | Frankreich | 0544   |
| 5    | Ulrich Perathoner  | Italien    | 0446   |
| 6    | Jeff Piccard       | Frankreich | 0439   |
| 7    | Hans Petter Buraas | Norwegen   | 0438   |
| 8    | Benjamin Raich     | Österreich | 0421   |
| 9    | Ambrosi Hoffmann   | Schweiz    | 0399   |
| 100  | Michael Walchhofer | Österreich | 0391   |

| Rang | Name                 | Land       | Punkte |
| ---- | -------------------- | ---------- | ------ |
| 1    | Marianna Salchinger  | Österreich | 1236   |
| 2    | Daniela Ceccarelli   | Italien    | 0628   |
| 3    | Ingrid Jacquemod     | Frankreich | 0620   |
| 4    | Paola Mosca Barberis | Italien    | 0574   |
| 5    | Sandra Hälldahl      | Schweden   | 0549   |
| 6    | Elena Tagliabue      | Italien    | 0547   |
| 7    | Anna Larionova       | Russland   | 0530   |
| 8    | Trine Bakke          | Norwegen   | 0469   |
| 9    | Nataša Bokal         | Slowenien  | 0455   |
| 100  | Ruth Kündig          | Schweiz    | 0387   |

### Abfahrt
| Rang | Name               | Land       | Punkte |
| ---- | ------------------ | ---------- | ------ |
| 1    | Stephan Eberharter | Österreich | 493    |
| 2    | Christian Greber   | Österreich | 459    |
| 3    | Ambrosi Hoffmann   | Schweiz    | 355    |
| 4    | Lorenzo Galli      | Italien    | 287    |
| 5    | Edi Dreschl        | Österreich | 275    |

| Rang | Name                 | Land       | Punkte |
| ---- | -------------------- | ---------- | ------ |
| 1    | Marianna Salchinger  | Österreich | 610    |
| 2    | Anna Larionova       | Russland   | 469    |
| 3    | Daniela Ceccarelli   | Italien    | 313    |
| 4    | Elena Tagliabue      | Italien    | 272    |
| 5    | Paola Mosca Barberis | Italien    | 239    |

### Super-G
| Rang | Name                     | Land       | Punkte |
| ---- | ------------------------ | ---------- | ------ |
| 1    | Stephan Eberharter       | Österreich | 422    |
| 2    | Rainer Salzgeber         | Österreich | 306    |
| 3    | Sébastien Fournier-Bidoz | Frankreich | 214    |
| 4    | Christian Greber         | Österreich | 192    |
| 5    | Jeff Piccard             | Frankreich | 185    |

| Rang | Name                 | Land       | Punkte |
| ---- | -------------------- | ---------- | ------ |
| 1    | Marianna Salchinger  | Österreich | 498    |
| 2    | Paola Mosca Barberis | Italien    | 335    |
| 3    | Daniela Ceccarelli   | Italien    | 308    |
| 4    | Elena Tagliabue      | Italien    | 275    |
| 5    | Andreja Potisk-Ribič | Slowenien  | 256    |

### Riesenslalom
| Rang | Name               | Land       | Punkte |
| ---- | ------------------ | ---------- | ------ |
| 1    | Heinz Schilchegger | Österreich | 560    |
| 2    | Stephan Eberharter | Österreich | 394    |
| 3    | Arnold Rieder      | Italien    | 275    |
| 4    | Bernhard Knauß     | Slowenien  | 250    |
| 5    | Stefan Curra       | Österreich | 236    |

| Rang | Name                       | Land       | Punkte |
| ---- | -------------------------- | ---------- | ------ |
| 1    | Ingrid Jacquemod           | Frankreich | 484    |
| 2    | Sandra Hälldahl            | Schweden   | 384    |
| 3    | Tiziana De Martin Tropanin | Italien    | 352    |
| 4    | Sonia Viérin               | Italien    | 330    |
| 5    | Martina Fortkord           | Schweden   | 226    |

### Slalom
| Rang | Name            | Land       | Punkte |
| ---- | --------------- | ---------- | ------ |
| 1    | Richard Gravier | Frankreich | 356    |
| 1    | Joël Chenal     | Frankreich | 356    |
| 3    | Pierre Violon   | Frankreich | 355    |
| 4    | Simone Vicquery | Italien    | 338    |
| 5    | Benjamin Raich  | Österreich | 329    |

| Rang | Name                   | Land       | Punkte |
| ---- | ---------------------- | ---------- | ------ |
| 1    | Trine Bakke            | Norwegen   | 469    |
| 2    | Nataša Bokal           | Slowenien  | 409    |
| 3    | Zali Steggall          | Australien | 312    |
| 4    | Mónica Bosch Forrellad | Spanien    | 289    |
| 5    | Martina Accola         | Schweiz    | 280    |

## Podestplatzierungen Herren

### Abfahrt
| Datum      | Ort                   | 1. Platz                 | 2. Platz                 | 3. Platz                 |
| ---------- | --------------------- | ------------------------ | ------------------------ | ------------------------ |
| 18.12.1996 | Haus im Ennstal (AUT) | Christian Greber (AUT)   | Edi Dreschl (AUT)        | Michael Walchhofer (AUT) |
| 19.12.1996 | Haus im Ennstal (AUT) | Peter Pen (SLO)          | Ambrosi Hoffmann (SUI)   | Christian Greber (AUT)   |
| 25.01.1997 | Sestriere (ITA)       | Michael Walchhofer (AUT) | Stephan Eberharter (AUT) | Urs Lehmann (SUI)        |
| 29.01.1997 | Val-d’Isère (FRA)     | Urs Lehmann (SUI)        | Graydon Oldfield (CAN)   | Stephan Eberharter (AUT) |
| 30.01.1997 | Val-d’Isère (FRA)     | Kevin Wert (CAN)         | Jason Rosener (USA)      | Urs Lehmann (SUI)        |
| 04.02.1997 | La Thuile (ITA)       | Roland Assinger (AUT)    | Christian Greber (AUT)   | Stephan Eberharter (AUT) |
| 05.02.1997 | La Thuile (ITA)       | Roland Assinger (AUT)    | Christian Greber (AUT)   | Hermann Maier (AUT)      |
| 01.03.1997 | St. Moritz (SUI)      | Stephan Eberharter (AUT) | Ambrosi Hoffmann (SUI)   | Daniel Dorigo (ITA)      |
| 02.03.1997 | St. Moritz (SUI)      | Stephan Eberharter (AUT) | Christian Forrer (SUI)   | Lorenzo Galli (ITA)      |

### Super-G
| Datum      | Ort                   | 1. Platz                 | 2. Platz                                              | 3. Platz                       |
| ---------- | --------------------- | ------------------------ | ----------------------------------------------------- | ------------------------------ |
| 11.12.1996 | Obereggen (ITA)       | Stephan Eberharter (AUT) | Jeff Piccard (FRA)                                    | Christian Greber (AUT)         |
| 20.12.1996 | Haus im Ennstal (AUT) | Stephan Eberharter (AUT) | Patrick Wirth (AUT)                                   | Frédéric Marin-Cudraz (FRA)    |
| 27.01.1997 | Val-d’Isère (FRA)     | Jernej Koblar (SLO)      | Daron Rahlves (USA)                                   | Stephan Eberharter (AUT)       |
| 06.02.1997 | La Thuile (ITA)       | Rainer Salzgeber (AUT)   | Erik Seletto (ITA)                                    | Jeff Piccard (FRA)             |
| 07.02.1997 | La Thuile (ITA)       | Erik Seletto (ITA)       | Hermann Maier (AUT)                                   | Sébastien Fournier-Bidoz (FRA) |
| 03.03.1997 | St. Moritz (SUI)      | Stephan Eberharter (AUT) | Sébastien Fournier-Bidoz (FRA) Rainer Salzgeber (AUT) |                                |

### Riesenslalom
| Datum      | Ort                 | 1. Platz                 | 2. Platz                             | 3. Platz                 |
| ---------- | ------------------- | ------------------------ | ------------------------------------ | ------------------------ |
| 05.12.1996 | Valloire (FRA)      | Heinz Schilchegger (AUT) | Jesper Brugge (SWE)                  | Benjamin Raich (AUT)     |
| 06.12.1996 | Valloire (FRA)      | Heinz Schilchegger (AUT) | Ian Piccard (FRA)                    | Hans Petter Buraas (NOR) |
| 08.01.1997 | Kranjska Gora (SLO) | Heinz Schilchegger (AUT) | Harald Christian Strand Nilsen (NOR) | Stefan Curra (AUT)       |
| 16.01.1997 | Adelboden (SUI)     | Fredrik Nyberg (SWE)     | Alois Vogl (GER)                     | Jernej Koblar (SLO)      |
| 17.01.1997 | Adelboden (SUI)     | Marco Büchel (LIE)       | Johan Wallner (SWE)                  | Stephan Eberharter (AUT) |
| 11.02.1997 | Sella Nevea (ITA)   | Heinz Schilchegger (AUT) | Matteo Belfrond (ITA)                | Frédéric Covili (FRA)    |
| 12.02.1997 | Sella Nevea (ITA)   | Bernhard Knauß (SLO)     | Heinz Schilchegger (AUT)             | Matteo Belfrond (ITA)    |
| 18.02.1997 | Altaussee (AUT)     | Bernhard Knauß (SLO)     | Heinz Schilchegger (AUT)             | Arnold Rieder (ITA)      |
| 06.03.1997 | Les Arcs (FRA)      | Stephan Eberharter (AUT) | Arnold Rieder (ITA)                  | Alexander Prosch (ITA)   |

### Slalom
| Datum      | Ort                   | 1. Platz                 | 2. Platz              | 3. Platz                 |
| ---------- | --------------------- | ------------------------ | --------------------- | ------------------------ |
| 08.12.1996 | Serre Chevalier (FRA) | Matthew Grosjean (USA)   | Max Ancenay (FRA)     | Matej Jovan (SLO)        |
| 09.12.1996 | Serre Chevalier (FRA) | Martin Hansson (SWE)     | Kiminobu Kimura (JPN) | Matthew Grosjean (USA)   |
| 08.01.1997 | Kranjska Gora (SLO)   | Andrej Miklavc (SLO)     | Kiminobu Kimura (JPN) | Mika Marila (FIN)        |
| 10.01.1997 | Donnersbachwald (AUT) | Hans Petter Buraas (NOR) | Simone Vicquery (ITA) | Pierre Violon (FRA)      |
| 11.01.1997 | Donnersbachwald (AUT) | Kalle Palander (FIN)     | Benjamin Raich (AUT)  | Hans Petter Buraas (NOR) |
| 13.02.1997 | Sella Nevea (ITA)     | Eric Rolland (FRA)       | Joël Chenal (FRA)     | Richard Gravier (FRA)    |
| 16.02.1997 | Missen (GER)          | Pierre Violon (FRA)      | Joël Chenal (FRA)     | Simone Vicquery (ITA)    |
| 23.02.1997 | Krompachy (SVK)       | François Simond (FRA)    | Pierre Violon (FRA)   | Kévin Page (FRA)         |
| 24.02.1997 | Krompachy (SVK)       | François Simond (FRA)    | Benjamin Raich (AUT)  | Simone Vicquery (ITA)    |
| 07.03.1997 | Les Arcs (FRA)        | Gaëtan Llorach (FRA)     | Angelo Weiss (ITA)    | Richard Gravier (FRA)    |

## Podestplatzierungen Damen

### Abfahrt
| Datum      | Ort                   | 1. Platz                  | 2. Platz                   | 3. Platz                 |
| ---------- | --------------------- | ------------------------- | -------------------------- | ------------------------ |
| 18.12.1996 | Haus im Ennstal (AUT) | Marianna Salchinger (AUT) | Selina Heregger (AUT)      | Veronika Thanner (AUT)   |
| 19.12.1996 | Haus im Ennstal (AUT) | Marianna Salchinger (AUT) | Selina Heregger (AUT)      | Merete Fjeldavlie (NOR)  |
| 08.01.1997 | Tignes (FRA)          | Anna Larionova (RUS)      | Marianna Salchinger (AUT)  | Daniela Ceccarelli (ITA) |
| 09.01.1997 | Tignes (FRA)          | Elena Tagliabue (ITA)     | Anna Larionova (RUS)       | Daniela Ceccarelli (ITA) |
| 14.01.1997 | Pra-Loup (FRA)        | Anna Larionova (RUS)      | Marianna Salchinger (AUT)  | Daniela Ceccarelli (ITA) |
| 15.01.1997 | Pra-Loup (FRA)        | Marianna Salchinger (AUT) | Daniela Ceccarelli (ITA)   | Brigitte Obermoser (AUT) |
| 07.02.1997 | St. Moritz (SUI)      | Kate Pace (CAN)           | Paola Mosca Barberis (ITA) | Anna Larionova (RUS)     |
| 08.02.1997 | St. Moritz (SUI)      | Anna Larionova (RUS)      | Mélanie Suchet (FRA)       | Sovrana Welf (ITA)       |

### Super-G
| Datum      | Ort                   | 1. Platz                       | 2. Platz                  | 3. Platz                   |
| ---------- | --------------------- | ------------------------------ | ------------------------- | -------------------------- |
| 20.12.1996 | Haus im Ennstal (AUT) | Marianna Salchinger (AUT)      | Ruth Kündig (SUI)         | Ashley Davenport (USA)     |
| 10.01.1997 | Tignes (FRA)          | Elena Tagliabue (ITA)          | Marianna Salchinger (AUT) | Daniela Ceccarelli (ITA)   |
| 16.01.1997 | Pra-Loup (FRA)        | Marianna Salchinger (AUT)      | Elena Tagliabue (ITA)     | Paola Mosca Barberis (ITA) |
| 17.01.1997 | Pra-Loup (FRA)        | Paola Mosca Barberis (ITA)     | Marianna Salchinger (AUT) | Andreja Potisk-Ribič (SLO) |
| 09.02.1997 | St. Moritz (SUI)      | Marianne Brechu (FRA)          | Marianna Salchinger (AUT) | Elena Tagliabue (ITA)      |
| 05.03.1997 | Les Arcs (FRA)        | Sophie Lefranc-Duvillard (FRA) | Marion Berger (ITA)       | Andreja Potisk-Ribič (SLO) |
| 05.03.1997 | Les Arcs (FRA)        | Andreja Potisk-Ribič (SLO)     | Selina Heregger (AUT)     | Ruth Kündig (SUI)          |

### Riesenslalom
| Datum      | Ort                  | 1. Platz                     | 2. Platz                         | 3. Platz                         |
| ---------- | -------------------- | ---------------------------- | -------------------------------- | -------------------------------- |
| 12.12.1996 | St. Sebastian (AUT)  | Sandra Hälldahl (SWE)        | Ingrid Jacquemod (FRA)           | Tiziana De Martin Tropanin (ITA) |
| 13.12.1996 | St. Sebastian (AUT)  | Ingrid Jacquemod (FRA)       | Ingrid Helander (SWE)            | Katja Koren (SLO)                |
| 21.01.1997 | Bischofswiesen (GER) | Ana Galindo Santolaria (ESP) | Tiziana De Martin Tropanin (ITA) | Ingrid Jacquemod (FRA)           |
| 22.01.1997 | Bischofswiesen (GER) | Ana Galindo Santolaria (ESP) | Ingrid Jacquemod (FRA)           | Kirsten Lee Clark (USA)          |
| 28.01.1997 | Rogla (SLO)          | Sandra Hälldahl (SWE)        | Martina Fortkord (SWE)           | Merete Fjeldavlie (NOR)          |
| 10.02.1997 | Crans-Montana (SUI)  | Fujiko Sekino (FRA)          | Ingrid Jacquemod (FRA)           | Tanja Poutiainen (FIN)           |
| 11.02.1997 | Crans-Montana (SUI)  | Ylva Nowén (SWE)             | Tanja Poutiainen (FIN)           | Fujiko Sekino (FRA)              |
| 14.02.1997 | Abetone (ITA)        | Sonia Vierin (ITA)           | Annemarie Gerg (GER)             | Ylva Nowén (SWE)                 |
| 06.03.1997 | Les Arcs (FRA)       | Sandra Hälldahl (SWE)        | Martina Fortkord (SWE)           | Tiziana De Martin Tropanin (ITA) |

### Slalom
| Datum      | Ort                   | 1. Platz                 | 2. Platz                     | 3. Platz                     |
| ---------- | --------------------- | ------------------------ | ---------------------------- | ---------------------------- |
| 07.12.1996 | Špindlerův Mlýn (CZE) | Elfi Eder (AUT)          | Veronika Kappaurer (AUT)     | Linda Ydeskog (SWE)          |
| 08.12.1996 | Špindlerův Mlýn (CZE) | Elfi Eder (AUT)          | Linda Ydeskog (SWE)          | Zali Steggall (AUS)          |
| 24.01.1997 | Annaberg (AUT)        | Nataša Bokal (SLO)       | Mónica Bosch Forrellad (ESP) | Martina Accola (SUI)         |
| 25.01.1997 | Annaberg (AUT)        | Nataša Bokal (SLO)       | Martina Accola (SUI)         | Trine Bakke (NOR)            |
| 29.01.1997 | Rogla (SLO)           | Trine Bakke (NOR)        | Sandra Hälldahl (SWE)        | Linda Ydeskog (SWE)          |
| 17.02.1997 | Astún/Candanchú (ESP) | Sibylle Brauner (GER)    | Nataša Bokal (SLO)           | Christel Pascal (FRA)        |
| 18.02.1997 | Astún/Candanchú (ESP) | Trine Bakke (NOR)        | Sibylle Brauner (GER)        | Mónica Bosch Forrellad (ESP) |
| 19.02.1997 | Abetone (ITA)         | Martina Accola (SUI)     | Trine Bakke (NOR)            | Zali Steggall (AUS)          |
| 07.03.1997 | Les Arcs (FRA)        | Veronika Kappaurer (AUT) | Alenka Dovžan (SLO)          | Roberta Serra (ITA)          |